# Wiskott-Aldrich-Syndrom
Das Wiskott-Aldrich-Syndrom (WAS) ist eine X-chromosomal rezessiv vererbte Erkrankung mit Insuffizienz der Blutgerinnung und des Immunsystems, die sich charakteristischerweise mit den drei Symptomen Ekzem (Hautausschlag), Thrombozytopenie (Mangel an Blutplättchen) und rezidivierende Infektionen äußert. Die Häufigkeit bei männlichen Lebendgeborenen beträgt etwa 1:100.000 bis 1:250.000. Die Lebenserwartung beträgt im Allgemeinen nicht mehr als zehn Jahre.
Das Syndrom ist benannt nach dem deutschen Kinderarzt Alfred Wiskott (1898–1978) und dem Amerikaner Robert Anderson Aldrich (1917–1998).

## Ursache
Mutationen im so genannten Wiskott-Aldrich-Syndrom-Gen (Abk. WAS-Gen, Genlokus Xp11.23-p11.22) führen zur Beeinträchtigung der zellulären Signalübertragung. Die Aktin-Polymerisation ist eingeschränkt, wodurch die Thrombozytenbildung aus den Megakaryozyten vermindert ist.

## Symptome
Bereits kurz nach der Geburt treten als Folge der Thrombozytopenie beim Neugeborenen erste punktförmige (petechiale) Blutungen auf, gastrointestinale und intrakranielle Blutungen kommen in späteren Jahren hinzu. Das typische, einer atopischen Dermatitis ähnliche Ekzem entwickelt sich ebenfalls in den ersten Lebenstagen.
Während die T-Zell-Immunität zu Beginn noch normal ist, ist die humorale Immunität bereits im ersten Lebensjahr deutlich vermindert. Die T-Zell-Immunität nimmt in den weiteren Jahren kontinuierlich ab, wodurch die Infektneigung stark ansteigt. Im zweiten Lebensjahr treten erstmals rezidivierende, opportunistische Infektionen wie Lungenentzündungen, Mittelohrentzündung, Septikämien und Meningitiden auf. Häufige Krankheitserreger sind Pneumokokken, Haemophilus influenzae, Meningokokken und Pneumocystis jirovecii.
Oftmals leiden die jungen Patienten gleichzeitig an Autoimmunerkrankungen wie Vaskulitiden, Arthritiden und hämolytischer Anämie. Malignome des lymphoretikulären Systems finden sich bei Wiskott-Aldrich-Patienten gehäuft.

## Diagnostik
Folgende charakteristische Veränderungen lenken den Verdacht auf ein Wiskott-Aldrich-Syndrom:
- Die IgM-Antikörper sind erniedrigt, die IgG-Antikörper normal hoch, IgA, IgD und IgE über die Norm erhöht.
- Im Blutbild findet sich typischerweise eine hochgradige Thrombozytopenie mit kleinen Blutplättchen (niedriges mittleres Thrombozytenvolumen = MPV).
- Die Impf-Antikörper sind vermindert.
- Nach dem sechsten Lebensjahr treten erstmals schwere Lymphopenien auf.

Beim Wiskott-Aldrich-Syndrom wird das Wiskott-Aldrich-Protein (WASP) nicht richtig gebildet. WASP wird für die Organisation des Zytoskeletts benötigt. Fehlt das Protein in den hämatopoetischen Stammzellen, sind T- und B-Lymphozyten, Makrophagen, dendritische Zellen, NK-Zellen und Thrombozyten nicht voll funktionsfähig. Es kann zur Diagnosesicherung bestimmt werden.
Die Diagnose wird durch eine molekulargenetische Untersuchung mittels Mutationsanalyse gesichert. Eine pränatale Diagnosestellung ist ebenfalls möglich.

## Therapie

### Kausale Therapie
Durch eine Stammzelltransplantation kann die Wiederherstellung eines funktionsfähigen Immunsystems erreicht werden. Gentherapeutische Maßnahmen werden im Rahmen von kontrollierten klinischen Studien eingesetzt. Eine erste klinische Studie wurde im Jahr 2006 an der Medizinischen Hochschule Hannover begonnen. Erste Resultate zeigten, dass mit der hämatopoetischen Stammzell-Gentherapie durch retroviral modifizierte Stammzellen (Hematopoietic stem cell transplantation through gene therapy, abgekürzt HSCT-GT) eine Wiederherstellung des Immunsystems bei WAS-Patienten erreicht werden kann. Die so behandelten Kinder zeigten im zeitlichen Verlauf eine deutliche Verbesserung ihrer Symptome oder waren beschwerdefrei (keine Blutungszeichen, weniger Infekte, keine Ekzeme).
Die erreichten Heilungserfolge nach einmaliger HSCT-GT stellten sich nach mehreren Wochen und Monaten ein und waren nachhaltig über einen langen Zeitraum (in der Regel mehrere Jahre) zu beobachten. Während die Nachhaltigkeit und Durchführbarkeit der HSCT-GT bei WAS belegt werden konnte, ist es zu einem inakzeptabel hohen Auftreten von schweren Nebenwirkungen gekommen (myelodysplastische Syndrome und Leukämien).
Aufgrund dieser Nebenwirkungen kann die gamma-retrovirale HSCT-GT nicht mehr zur Behandlung des WAS eingesetzt werden. Aktuell (Stand 2014) befinden sich jedoch lentivirale HSCT-GT zur Behandlung von WAS in der klinischen Erprobung. Bei der lentiviralen HSCT-GT geht man von einem verbesserten Sicherheitsprofil aus.
In einer wissenschaftlichen Publikation berichtet die Gruppe von Christoph Klein, dem Leiter der Studie, dass inzwischen sieben von neun Patienten, bei denen die Gentherapie erfolgreich war, eine akute Leukämie entwickelt haben, bisher sind acht von neun Patienten an einer akuten Leukämie oder einem myelodysplastischem Syndrom erkrankt. Drei von ihnen starben an der Krankheit, zur Behandlung der Leukämie war neben der Chemotherapie in allen Fällen eine Fremdspender-Knochenmarktransplantation notwendig geworden. Weitere lentivirale HSCT-GT befinden sich in der Nachbeobachtungsphase, wie oben beschrieben geht man hier von einem verbesserten Sicherheitsprofil aus.

### Symptomatische Therapie
Die betroffenen Patienten müssen beim ersten Anzeichen einer Infektion frühzeitig konsequent antibiotisch therapiert werden. Cotrimoxazol wird zur Pneumocystis-Prophylaxe, Penicillin V zur Pneumokokken-Prophylaxe eingesetzt. Die fehlenden Immunglobuline können ersetzt werden. Bei schweren Blutungen werden Thrombozytenkonzentrate transfundiert.